# کلماتیس ارغوانی
کلماتیس ارغوانی (نام علمی: Clematis viticella) نام یک گونه از سرده کلماتیس است.